# Département de Lavalle (Mendoza)
Pour les articles homonymes, voir Lavalle.
Le département de Lavalle est une des 18 subdivisions de la province de Mendoza, en Argentine. Son chef-lieu est la ville de Villa Tulumaya.
Le département a une superficie de 10 212 km2. Il se trouve dans le nord de la province. Il est bordé au nord par la province de San Juan, à l'est par la province de San Luis, au sud par les départements de La Paz, Santa Rosa, San Martín, Maipú et Guaymallén, et à l'ouest par le département de Las Heras.
Il comptait 32 129 habitants en 2001. Sa population était estimée à 35 184 habitants en 2007.

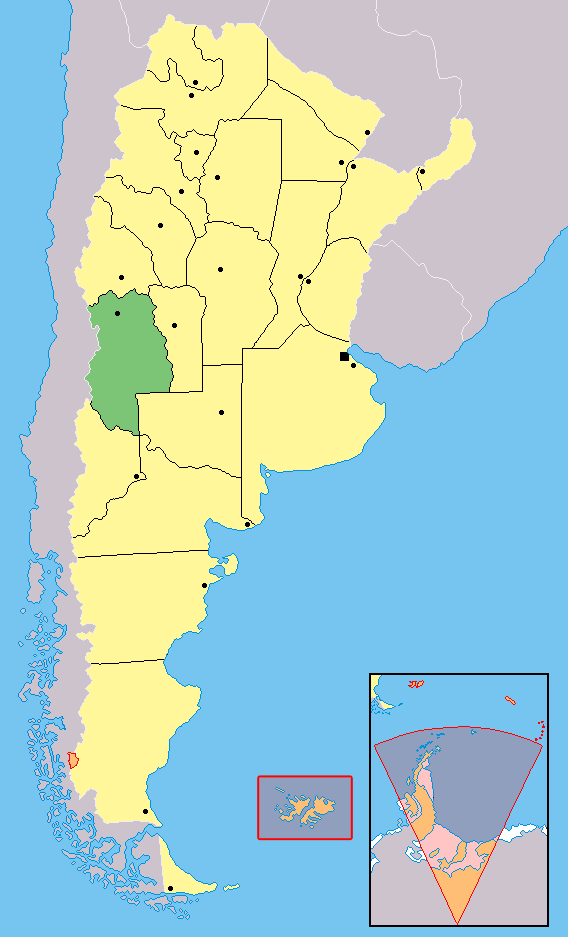
Localisation de la province de Mendoza en Argentine

## Villes et localités
- Alto del Olvido
- Costa de Araujo
- Villa Tulumaya, chef-lieu